# Kaisheimer Kasten (Lauingen)

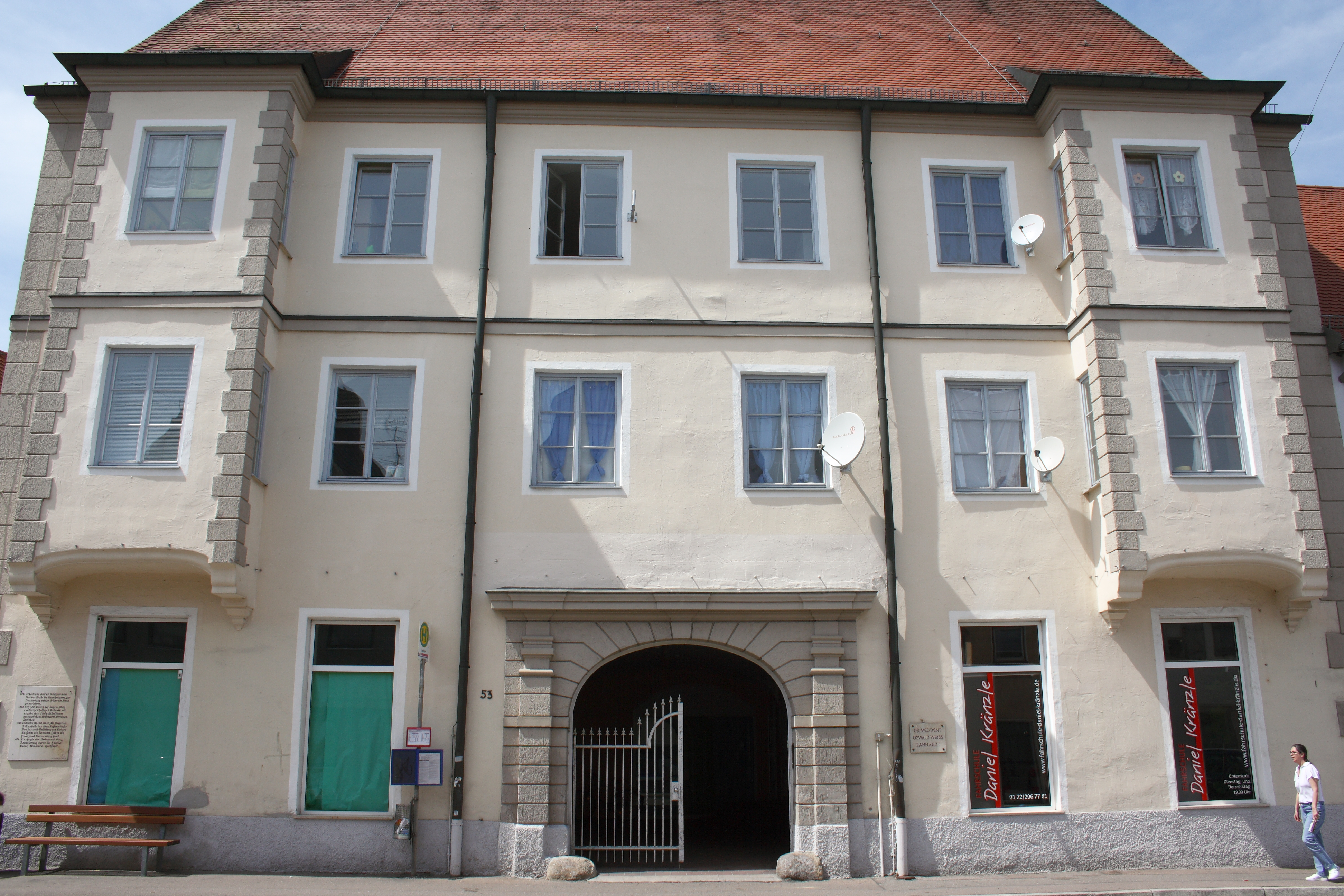
Kaisheimer Kasten in Lauingen

Der Kaisheimer Kasten in Lauingen, einer Stadt im schwäbischen Landkreis Dillingen an der Donau in Bayern, wurde um 1610 errichtet. Das Gebäude an der Herzog-Georg-Straße 53 ist ein geschütztes Baudenkmal.

## Geschichte
Bereits seit 1307 ist überliefert, dass das Kloster Kaisheim nördlich des Schlosses von Lauingen Haus und Hofreite besaß. Im Jahr 1498 wurden diese Gebäude an den Platz der heutigen Herzog-Georg-Straße 53 verlegt. Der heutige Bau, errichtet um 1610 von Gilg Vältin, ersetzte ein älteres Gebäude. Von den Nebengebäuden ist heute nichts mehr erhalten.

## Beschreibung
Der dreigeschossige, traufseitige Bau mit sechs zu vier Achsen wird von einem Satteldach gedeckt. Rückseitig befindet sich in der Flucht des Westgiebels ein schmaler Anbau, der mit dem Hauptgebäude einen kleinen Hof umschließt. An der Straßenfront sind an den äußeren Achsen über die beiden Obergeschosse je ein Rechteckerker unter Schleppdach auf Profilkonsolen angebracht. Das Portal besteht aus einem Korbbogen in Rustikafeld mit Lisenen. Zwischen dem ersten und zweiten Obergeschoss verläuft ein Putzband, die Hauskanten bestehen aus geputzten Zangenquadern. Ein umlaufendes, profiliertes Traufgesims dient als Giebelbasis. Am Westgiebel sind die drei Geschosse und das Giebelfeld durch Profilgesimse abgetrennt.